# صالح ولد حننا
صالح ولد محمد ولد حننا (مواليد 20 سبتمبر 1965) ضابط سابق وسياسي موريتاني ومرشح سابق للرئاسة، يرأس حزب الاتحاد والتغيير الموريتاني «حاتم». وقد سبق له أن قاد ثلاث محاولات انقلابية فاشلة على نظام الرئيس معاوية ولد سيدي أحمد الطايع.

## المولد والدراسة
ولد صالح ولد محمدو ولد حننا سنة 1965 في مدينة العيون بالحوض الغربي شرقي موريتانيا.
التحق بالابتدائية سنة 1971 في العيون، وحصل على الثانوية العامة في نواكشوط سنة 1982. والتحق بجامعة نواكشوط ومنها حصل على الإجازة في التاريخ سنة 1987...

## في الجيش
التحق ولد حننا بالجيش سنة 1984 الذي أوفده إلى كلية الملك عبد العزيز الحربية بالسعودية لينال منها شهادة البكالوريوس في العلوم العسكرية سنة 1987.
التحق بالمدرسة العسكرية لمختلف الأسلحة بمدينة أطار الموريتانية وتلقى فيها دورة النقباء من 1990 إلى 1993.
وعين رئيس قسم التكوين في المكتب الثالث بقيادة أركان الجيش ابتداء سنة 1993.

## ثلاث محاولات انقلابية
فصل ولد حننا عن الجيش في فبراير 2000 بعد اعتقاله عندما اكتشفت محاولة للانقلاب على الرئيس معاوية ولد سيدي أحمد الطايع كان يخطط لها.
وفي 8 يونيو 2003 نفذ محاولته الانقلابية الثانية الفاشلة ضد نظام ولد الطايع، واستطاع أن يفر إلى الخارج ويؤسس مع بعض زملائه تنظيم فرسان التغيير.
وفي سنة 2004 حاول مرة ثالثة أن يدبر الإطاحة بالرئيس ولد الطايع فاعتقل وهو يحاول الفرار إلى السنغال عبر مدينة روصو الحدودية جنوب موريتانيا وذلك يوم 9 أكتوبر 2004.

## المحاكمة والسجن
اعتقل ولد حننا وصدر في حقه في يناير 2005  حكم بالسجن المؤبد مع الأعمال الشاقة قبل أن يتم إطلاق سراحه رفقة العشرات من زملائه بموجب عفو رئاسي أصدره المجلس العسكري للعدالة والديمقراطية في 2 سبتمبر 2005 بعد الإطاحة بالرئيس ولد الطايع.

## تأسيس حزب سياسي
أسس ولد حننا مع بعض رفاقه في تنظيم فرسان التغيير ومع بعض أنصاره حزب الاتحاد والتغيير الموريتاني (حاتم) في 26 يناير 2006.
ساهم الحزب في نهاية مايو 2006 في تأسيس ما عرف بائتلاف قوى التغيير الذي ضم 12 حزبا سياسيا أغلبها من أحزاب المعارضة، وقد ظل الائتلاف نشطا وشبه متماسك حتى جرت رئاسيات مارس 2007 فتفرق أعضاؤه.

## نائب ومرشح للرئاسيات
تم انتخاب ولد حننا نائبا في البرلمان الموريتاني في تشريعيات نوفمبر 2006. كما تقدم لرئاسيات مارس 2007 وكان من أبرز مسانديه -بالإضافة إلى حزبه حاتم- الإصلاحيون الوسطيون (الإسلاميون) فأقصي في الشوط الأول بعد أن جاء في الرتبة السادسة بنسبة 7.65%.
ثم ترشح من جديد في رئاسيات 2009 حيث فاز من الدور الأول السيد محمد ولد عبد العزيز .
يتمتع ولد حننا بشخصية قيادية وفصاحة لسان فريدة كشف عنها أثناء سير المحاكمات حينما كان يتولى المرافعات نيابة عنه وعن قضية زملائه أمام المحكمة الخاصة لما عرف حينها بمحاكمات واد الناقة (50 كلم شرق نواكشوط) .